# Haltepunkt Stuttgart Stadtmitte
Stuttgart Stadtmitte ist ein Verkehrsknotenpunkt in Stuttgart.
Er liegt im westlichen Bereich der Stuttgarter Innenstadt im Stadtbezirk Stuttgart-Mitte und hat Ausgänge zum Rotebühlplatz und zur Büchsenstraße.
Betrieblich ist die Station ein Haltepunkt der S-Bahn, der unter der Theodor-Heuss-Straße liegt. Ein Übergang zur Haltestelle Rotebühlplatz der Stadtbahn ist möglich, ebenfalls zu SSB-Buslinien. Die Station liegt im VVS.
Der Haltepunkt wurde während der Sommerferien 2021 weitgehend barrierefrei ausgebaut. Er erhielt ein taktiles Wegeleitsystem sowie Brailleschriftfelder.

## Bahnbetrieb
Der Haltepunkt Stuttgart Stadtmitte wird von DB InfraGO im Stationspreissystem der Preisklasse 3 zugeordnet und im Trassenpreissystem als Metropolbahnhof eingestuft. Er trägt die Interne Bahnhofsnummer 8006700. Das Kürzel im Betriebsstellenverzeichnis lautet TSMI.
Mit rund 71.000 Reisenden pro Tag war der Haltepunkt 2019 die dritthäufigst frequentierte Station in Baden-Württemberg.

### S-Bahn
Der am 1. Oktober 1978 eröffnete unterirdische Haltepunkt Stadtmitte der S-Bahn mit zwei Gleisen befindet sich im Tunnel der Verbindungsbahn. Die beiden Gleise sind durch einen 210 m langen Mittelbahnsteig verbunden. Am Haltepunkt verkehren die sieben Linien S1, S2, S3, S4, S5, S6 und S60 sowie zusätzlich bei Heimspielen des VfB Stuttgart der Stadionverstärker S 11. Gleis 1 ist den S-Bahnen Richtung Schwabstraße zugeordnet, Gleis 2 den S-Bahnen Richtung Hauptbahnhof. Nachbarstationen sind Richtung Schwabstraße der Haltepunkt Feuersee, in entgegengesetzter Richtung der Stuttgarter Hauptbahnhof.
| Linie | Laufweg |
| ----- | --- |
| S 1   | Kirchheim (Teck) – Wendlingen – Plochingen – Esslingen – Neckarpark – Bad Cannstatt – Hauptbahnhof (tief) – Stadtmitte – Schwabstraße – Vaihingen – Rohr – Böblingen – Herrenberg |
| S 11  | Neckarpark – Bad Cannstatt – Hauptbahnhof (tief) – Stadtmitte – Schwabstraße – Vaihingen – Rohr – Böblingen – Herrenberg                                                          |
| S 2   | Schorndorf – Endersbach – Waiblingen – Bad Cannstatt – Hauptbahnhof (tief) – Stadtmitte – Schwabstraße – Vaihingen – Rohr – Flughafen/Messe – Filderstadt                         |
| S 3   | Backnang – Winnenden – Waiblingen – Bad Cannstatt – Hauptbahnhof (tief) – Stadtmitte – Schwabstraße – Vaihingen – Rohr – Flughafen/Messe                                          |
| S 4   | Schwabstraße – Stadtmitte – Hauptbahnhof (tief) – Zuffenhausen – Ludwigsburg – Marbach – Backnang                                                                                 |
| S 5   | Schwabstraße – Stadtmitte – Hauptbahnhof (tief) – Zuffenhausen – Ludwigsburg – Bietigheim                                                                                         |
| S 6   | Schwabstraße – Stadtmitte – Hauptbahnhof (tief) – Zuffenhausen – Leonberg – Renningen – Weil der Stadt                                                                            |
| S 60  | Schwabstraße – Stadtmitte – Hauptbahnhof (tief) – Zuffenhausen – Leonberg – Renningen – Magstadt – Sindelfingen – Böblingen                                                       |

Die Bahnsteige verlaufen unterhalb der Theodor-Heuss-Straße.
Der Bahnsteigbereich wurde zwischen 1972 und 1975 als Schutzraum MZA S-Bahn-Haltestelle Stadtmitte eingerichtet. Er sollte im Krisenfall 4500 Menschen Schutz bieten. Zum 16. April 2014 wurde der Schutzraum entwidmet.
Im Zuge einer zwischen 2021 und 2023 geplanten Sanierung der Stammstrecke soll die Station unter anderem ein Blindenleitsystem erhalten. Im Dezember 2020 wurde die Errichtung einer Entrauchungsanlage für die Station ausgeschrieben.
Im Dezember 2020 wurde die Bauausführung für das Projekt „Licht + Farbe Stuttgart, Revitalisierung“ u. a. für die Station Stadtmitte ausgeschrieben. In den Sommerferien 2021 sollen u. a. Bodenbelags- und Malerarbeiten erfolgen. Im Sommer 2021 wurde der Bodenbelag erneuert und dabei taktiles Leitsystem eingebaut.
Der S-Bahn-Kernbereich, zwischen Mittnachtstraße und Österfeld, soll im Rahmen der ETCS-Ausrüstung der Stammstrecke betrieblich Teil eines rund 11 km langen Bahnhofs „Stuttgart Hbf (S-Bahn)“ werden, um die Auswirkung von (ETCS-)Störungen zu begrenzen.

## Stadtbahn
Der am 30. Oktober 1983 eröffnete unterirdische Haltepunkt Rotebühlplatz (Stadtmitte) wird von den Linien U1, U2, U4, und U11 der Stadtbahn bedient.
| Linie | Strecke |
| ----- | --- |
| U1    | Fellbach – Bad Cannstatt – Mineralbäder – Stöckach – Staatsgalerie – Hauptbahnhof – Rotebühlplatz – Marienplatz – Heslach |
| U2    | Neugereut – Bad Cannstatt – Mineralbäder – Stöckach – Charlottenplatz – Rotebühlplatz – Vogelsang – Botnang               |
| U4    | Untertürkheim – Wangen – Ostheim – Stöckach – Charlottenplatz – Rotebühlplatz – Hölderlinplatz                            |
| U11   | Hauptbahnhof – Rotebühlplatz – Charlottenplatz – Mineralbäder – Cannstatter Wasen – Neckarpark (Stadion)                  |

Zwischen September 2014 und Dezember 2019 lautete der Name des Haltepunktes aufgrund des am 23. September 2014 eröffneten Einkaufszentrums Das Gerber Rotebühlplatz (Das Gerber).

## Busverkehr
Oberirdische Haltepunkte haben die SSB-Buslinien X2, 43, 92 und N2.
| Linie | Verlauf |
| ----- | --- |
| X2    | Rotebühlplatz – Feuersee – Gerlingen Schillerhöhe – Leonberg |
| 43    | Pragsattel – Killesberg – Doggenburg – Hegelplatz – Berliner Platz – Rotebühlplatz – Charlottenplatz – Marienplatz – Feuersee                                   |
| 92    | Rotebühlplatz – Feuersee – Westbahnhof – Solitude – Gerlingen Schillerhöhe – Leonberg – Eltingen – Ramtel – Büsnau – Lauchhau – Universität – Heslach Vogelrain |
| N2    | Schlossplatz – Rotebühlplatz – Vogelsang – Botnang – Killesberg – Schlossplatz                                                                                  |

## Rotebühlpassage
Zum Bauwerk gehört auch die Rotebühlpassage unter dem gleichnamigen Platz. Die Passage verbindet die Haltepunkte der S-Bahn und der Stadtbahn. Sie beherbergt Kioske und Bäckerläden. Die SSB betreiben in der Passage ein Kundenzentrum.
Die Rotebühlpassage geht nahtlos in die Passage unterhalb des City Plaza über. Über Rolltreppen gelangt man direkt zum TREFFPUNKT Rotebühlplatz an der Fritz-Elsas-Straße. Mit der angrenzenden Calwer Passage ist die Rotebühlpassage über kurze Rolltreppen verbunden.